# フィリー・ジョー・ジョーンズ
フィリー・ジョー・ジョーンズ（Philly Joe Jones , 1923年7月15日-1985年8月30日）は、アメリカ合衆国ペンシルベニア州フィラデルフィア出身のジャズ・ドラマー。

## 経歴
名前の「Philly」はフィラデルフィアという意味で、本名は「Joseph Rudolph Jones」。同じドラマーであるジョー・ジョーンズと区別するために、出身地の「フィリー」を付加している。（これと対照して、ジョー・ジョーンズを「パパ・ジョー」と呼ぶことが多い）
1947年よりニューヨークのカフェ・ソサイエティのハウスドラマーとしてビバップの演奏をする。1955年から1958年まではマイルス・デイヴィス・クインテットの一員としてジョン・コルトレーン、ポール・チェンバース、レッド・ガーランドと共に活躍した。この時期に多くの名盤を残しているが、とりわけ、わずか2日のレコーディング・セッションでアルバム4枚分の録音を行った、いわゆる「マラソン・セッション」は有名。他にもソニー・ロリンズ、ウィントン・ケリー、ビル・エヴァンスなどのアルバムで数多い演奏を繰り広げ、ハード・バップ期を代表するドラマーとしての地位を確立した。

## プレイスタイル
フィリーのスタイルは当時のビバップスタイルのドラミングに一つの革命を起こしたと言っても過言ではない。三連符「トリプレット」の裏を強調したリズムパターンおよびフレーズ、またダブルストローク、パラディドルの多用、さらにはリムやバズロールの多用などそれまでのモダンジャズドラミングに様々なアイデアを取り入れたスタイルである。このフィリーの歌いまわしなどは現在のモダンジャズドラムにおいて様々なドラマーが影響を受けていることがみられる。

## 代表作
- 1958:  Blues for Dracula (Riverside)
- 1959:  Drums Around the World (Riverside)
- 1959:  『ショーケース』 - Showcase (Riverside)
- 1960:  Philly Joe's Beat (Atlantic)
- 1961:  エルヴィン・ジョーンズと共同名義, Together! (Atlantic)
- 1968:  Trailways Express (Black Lion) also released as Mo Joe and Gone, Gone, Gone